# Björn Ahlgrensson
Björn Ahlgrensson (født 5. August 1872 i Stockholm ; død 11. Oktober 1918 i Arvika) var en svensk maler.
Som barn boede Ahlgrensson en tid i København hvor faren Fritz Ahlgrensson havde arbejde som dekorationsmaler ved Det Kongelige Teater.
Efter uoverensstemmelse med teatret flyttede familien til Paris hvor Ahlgrensson voksede op med forældre der var aktive i teaterverdenen. 1883 var familien tilbage i Stockholm.
Ahlgrensson studerede ved Konstnärsförbundets skole under Richard Bergh 1892-93 og i Paris 1893-94.
1901 slog han sig efter tilskyndelse af malerkammeraten Gustaf Fjæstad ned i Arvika ved naturreservatet Perserud ved søen Racken med sin hustru Elsa. Her var han i en periode knyttet til en gruppe kunstnerkolleger 'Rackengruppen' eller 'Rackerkolonien'.
1898 blev han medlem af Konstnärsförbundet og deltog aktivt i dets udstillinger.
Ahlgrensson døde 1918 af den spanske syge.

## Galleri
| - To af Ahlgrensson kendte malerier - Altertavle i Trefaldighetskyrkan i Arvika - Skymningsglöden, 1903 (lyset i skumringen) |

| - Andre værker af Ahlgrenson - Alkhöjden - En sommernat - Landskab, 1901 - 'Stranden', 1902 - Det sner udenfor, 1905 - Sommerlandskab med sø - Vårvinter, foråret på vej (sv) |